# Kamma Bergholt
Kamma Bergholt (født 29. juni 2007 i Varde) er en cykelrytter fra Danmark, der kører for Team Rytger Carl Ras.